# 東山堂 (書店)
株式会社東山堂（とうさんどう）は、岩手県盛岡市に本社を置く書店がメインの会社。書籍販売のほか、教科書販売、楽器販売、音楽・英語教室（ヤマハ音楽教室FC）運営、保育園幼稚園向けの教材も手がける。

## 概要
近年はイオングループの店舗に出店を進めている。また、2012年春からはそれまで盛岡市の老舗地場百貨店である川徳の書籍売場を運営していた丸善が撤退したことに伴い、後継店舗として出店し営業している。2023年1月には三ツ割店を閉店した。
2014年3月から放送された、「結婚披露宴で新婦の父親がたどたどしく懸命にピアノ演奏をする」シチュエーションの音楽教室 (TOSANDO music) のテレビCMがYouTubeで公開されると、「泣けるCM」として日本全国や海外で反響を呼び、2015年に開催された第18回アジア太平洋広告祭 (ADFEST) ではフィルム部門 (CATEGORY F17 : BEST OF ENTERTAINMENT, RECREATION & LEISURE) で銀賞を受賞した。

## 店舗

### 盛岡市
- 肴町本店（児童書売場「東山堂キッズ」併設。）
  - 児童書売場は旧東山堂楽器跡1階へ一時移転していたが、2016年11月17日付で本店建物2階へ再度移転。旧東山堂楽器跡建物の後継テナントは現時点で未定（現在はスポーツバーに賃貸している）。
  - 文部科学省及び岩手県教委指定「検定教科書販売窓口」設置店。3階以上のフロアは本社事務所として使用。
  - 〒020-0871 盛岡市中ノ橋通一丁目5番23号（ホットライン肴町アーケード沿い）
- 川徳店（2012年3月17日開店。元日と年2回の川徳全館設備点検日は休業）
  - 〒020-8655 盛岡市菜園一丁目10番1号 パルクアベニューカワトク6階
- イオンモール盛岡店
  - 〒020-0148 盛岡市前潟四丁目7番1号 イオンモール盛岡2階（国道46号沿い）
- イオンモール盛岡南店
  - 〒020-0866 盛岡市本宮七丁目1番1号 イオンモール盛岡南3階（国道46号盛岡西バイパス沿い）
- クロステラスセンター（楽器・楽譜・音楽書籍販売のみ。音楽&英語教室併設）
  - 「モリダイラ楽器」・「鈴木楽器製作所」・「トンボ楽器製作所」・「ナカノ楽器」・「ヤマハ」特約店。ピアノなどの大型楽器・一部の高級ブランド楽器・海外メーカー製品・クロマチックハーモニカは取り寄せによる販売。
  - 〒020-0022 盛岡市大通三丁目4番1号 クロステラス盛岡2階（岩手県道2号盛岡停車場線沿い）
- ランディア東山堂（主にピアノなどの大型楽器を展示販売する楽器ショールーム。）
  - 「YAMAHA」特約店。但し一部の高級ブランド楽器・海外メーカー製品・クロマチックハーモニカは取り寄せによる販売。
  - 「ワンダー事業センター」・「盛岡事業センター」・「音楽教室」を店舗2階に併設。
  - 〒020-0838 盛岡市津志田中央三丁目18番22号（都南バスターミナル東側）

### 北上市
- 北上店
  - 〒024-0082 北上市町分2地割525番地1（国道4号沿い）

### 釜石市
- 釜石店（楽器・楽譜・音楽書籍販売のみ。）
  - ピアノなどの大型楽器・一部の高級ブランド楽器・海外メーカー製品・クロマチックハーモニカは取り寄せによる販売。
  - 「釜石事業センター」及び音楽&英語教室併設。
  - 〒026-0041 釜石市上中島町四丁目2番13号（国道283号沿い）

### その他
- 外商部
  - 事務所及び配送センターのみ設置
  - 〒020-0891 紫波郡矢巾町流通センター南一丁目9番22号

### 過去の店舗
- 東山堂ブックセンター（盛岡市）
- イオンタウン盛岡駅前店（マックスバリュ盛岡駅前北通店内、2012年4月8日限りで閉店）
- 三ツ割店（GEO併設。2023年1月10日限りで閉店）
- 都南店（北日本医学書センター。ヤマハ英語教室併設。2024年5月6日限りで閉店）

## ポイントカード「MORIO-Jカード」
- 従来使われていた「JOYポイントカード（ホットライン肴町商店街用）」を廃止して2015年3月20日より運用が開始された「地域密着型ポイントカード」（クレジットカード機能は非搭載）。東山堂は川徳店・イオンモール盛岡店・イオンモール盛岡南店を除く全店が「MORIO-Jカード」に対応している（「WAON」にチャージした電子マネーも使用可）。イオンモール盛岡店&盛岡南店は「WAONの電子マネー&ポイント」のみの対応。川徳店は「カワトクカードポイント」のみの対応で「MORIO-Jカードポイント」・「WAON電子マネー&ポイント」にはいずれも非対応。
- MORIO-Jカードは「盛岡Value City株式会社」が発行しており、盛岡都市圏を中心とする岩手県内の「MORIO-J」加盟各店で販売（1枚税込み300円。無記名方式なので登録した本人以外も利用可。但し紛失した場合の再発行は不可）。電子マネー「WAON」機能を搭載しており、「全国イオングループ各店及びWAON取扱店を対象とした通常のWAONカード」として「WAONポイント加算・及びチャージしたWAON電子マネー&ポイント利用」にも対応。それら店舗における利用金額の一部は盛岡市の地域経済活性化事業へ活用される。なおMORIO-Jポイント付与は原則「現金決済時のみ」となっており、クレジットカード・WAONでの決済はMORIO-Jポイント付与の対象外となる。
- ポイント付与率は店舗により「税抜き100円ごとに1ポイント」と「税抜き200円ごとに1ポイント」とに二分されており、東山堂各店は「税抜き200円ごとに1ポイント付与」となっている。貯めたポイントはMORIO-J加盟各店にて「1ポイント1円単位」で利用可能だが、「MORIO-J」・「WAON」双方のポイントに互換性は無いため、イオングループ各店とWAONのみ対応の店舗ではMORIO-Jポイントの利用不可（但し「イオンモール盛岡&盛岡南」に入居している専門店の中には「MORIO-J・WAON両方のポイントに対応」している店舗も一部あり）。なおCD/BD/DVDソフトを併売している店舗の場合、MORIO-Jポイントは「書籍購入分のみの付与」となり、CD/BD/DVDソフト購入時は「東山堂が独自発行するCD/BD/DVDソフト専用カード」へのポイント付与となる（MORIO-J及びWAONポイントとの互換性は無し）。
- 以前の「JOYポイントカード」は磁気カードだったが、MORIO-Jカードは「タッチ式ICカード」を採用。MORIO-Jポイント有効期限は「最終利用日から起算して180日（約半年）間」と定められており、この間にポイントの加算又は利用が無い場合は貯まったポイントが（最終利用日から181日経過を以て）失効及び消滅となる（「最終利用日から起算して1年」と定められる場合が多い一般のポイントカードより有効期限が短い）が、「（有効期限内にポイントが）加算又は利用されれば、期限は『新たな最終利用日から180日先』へと後ろ倒し更新」されていく（但し日に2回以上MORIO-Jポイントを加算又は利用しても、その有効期限は『利用当日から180日先』までしか後ろ倒し更新されない）。
- 加盟各店の店頭レジに設置されている「MORIO-Jカード読み取り端末」はNEC製（WAON以外の電子マネー「楽天Edy」・「Suica」にも対応）。店員が税込みでの購入価格を端末に入力すれば、それに応じた付与又は利用ポイントが客側・店員側双方の端末画面に表示されるので、それを客が確認したのち自分のMORIO-Jカードを読み取り端末にかざせば「ポイントが加算又は利用された旨を示す電子音」が出て、（付与又は利用ポイント・最新ポイント残高&有効期限が書かれた）MORIO-Jレシートが印刷される仕組みになっている（客は「MORIO-Jポイントを『貯める』・『使う』どちらを選ぶか」を支払い前に店員へ申告。MORIO-Jレシートは2枚印刷され、うち1枚は控えとして店側で保管。もう1枚が当該店購入レシートと一緒に客へ渡される）。
- 毎月15日と30日は「加盟全店一斉ポイント2倍デー」となっており、MORIO-Jポイントが通常の2倍付与される（一部非対応店舗あり。東山堂の場合は「税抜き200円ごとに2ポイント」。店舗によっては15日・30日以外にもポイント2倍付与セール開催日を設ける場合あり）。さらに東山堂以外の「MORIO-J」加盟各店では店舗により「通常の2倍・3倍・5倍・7倍・10倍ポイントいずれかを付与する特別セール開催日」を設ける場合もある（ポイント2倍・3倍・5倍・7倍・10倍セール開催日とその実施店舗は「MORIO-Jポータルサイト」内「イベントカレンダー」項にて一覧表示）。それ以外にも「最大1万ポイントが当たる宝くじ及び抽選会」などの特典企画も年に数回実施されている（当選番号は加盟各店の店頭及びMORIO-Jサイト上で発表。当初実施されていた「口コミ1，000ポイント」企画は2016年10月31日限りで終了）。但し「（ポイント2倍セール開催日にあたる）毎月15日と30日が定休日及びGW・お盆・年末年始の休業期間と重なる」加盟店の場合、翌営業日以降の「ポイント2倍セール振替開催」は行わない（通常付与率によるポイント進呈）。
- （16歳以上のカード購入者のみ）カード発行番号と自身のメールアドレス&パスワードをMORIO-Jサイト「マイページ」項へ登録しログインすれば、「自分のカード最新ポイント残高」をMORIO-Jサイト上でも確認可能（但し加算又は利用後の最新ポイントがMORIO-Jサイト「マイページ」項へ反映されるまでには数日を要する）。また「東山堂肴町本店1階売場」・「Nanak2階（ABCマートななっく店前）」・「材木町商店街振興組合事務所」・「カメラのキクヤ盛岡本町通店」・「サンビル1階」・「肴町商店街振興組合事務所」・「盛岡Value City事務所」の7カ所には「MORIO-Jカード読み取り機（MORIO-Jステーション）」が置かれており、（タッチパネル画面で目的のメニュー項目を選んでから）読み取り機にMORIO-Jカードをかざせば「自分のカード最新ポイント残高が確認出来る」と共に（控えのレシート印刷も可）、抽選会での当選ポイントも受け取れるようになっている（最大1万ポイントまで。抽選会で当選したポイントは「受け取り有効期限」が定められており、期限を過ぎると当選ポイント受け取り不可。「MORIO-Jステーション」設置場所はMORIO-Jサイト「街のお店・施設」項に表示）。但しMORIO-Jカード読み取り機に「WAON」などの電子マネーチャージ機能は無く、WAON電子マネーは「イオングループ各店及びWAON取扱店備え付けのWAONチャージ機」でのみチャージ可。
- 2016年10月3日からは「最大100ポイント獲得可能なMORIO-Jルーレット」と「1ポイント獲得可能な加盟店新着情報『注目』ポイント」が開始され、自分のカード発行番号・メールアドレス・パスワードを「MORIO-Jポータルサイト」へ登録することで参加可能（それぞれ1日1回限り、合計最大101ポイント獲得可能）。両キャンペーンで獲得したポイントは（参加した）翌月10日以降に盛岡市内の「MORIO-Jステーション（店頭端末）」にて受け取り、通常の買い物で貯めたポイントとの合算が可能。但し「複数のアカウントを用いて同一カードを重複登録した場合、MORIO-Jポータルサイトからの除名処分が課される場合がある」他、（複数のアカウントを用いた）「二重登録」や「なりすまし」などの形で不正に得たポイントは無効となる。
- （本店経営者の子息・兄弟姉妹・配偶者・従業員が切り盛りする形で）盛岡都市圏の複数地域に支店を展開している加盟店の場合、必ずしも本店・支店両方でMORIO-Jカードが使えるとは限らず、「本店・支店いずれか一方のみMORIO-Jカード対応」となっている店舗も多い。なおMORIO-Jカード加盟店は原則「盛岡市・盛岡都市圏・岩手県内に本社を置き、岩手県内にのみ店舗展開する地元創業店のみ」となっており、「他県に本社を置き岩手県内にも店舗展開している大手全国チェーン」・「盛岡や岩手県内に本社を置き他県（岩手県外）へも展開している店舗」・「地元盛岡や岩手県内創業店であっても他県に本社を置く全国チェーンにフランチャイズ加盟している店舗」はMORIO-Jカード非対応（ポイントカードを加盟各チェーンで独自に発行している場合が多いため）。
- 「MORIO-Jカード」加盟店（業種）は書店・CDショップ・楽器店・飲食店・リサイクルショップ・カーディーラー・電器店（パナソニックショップ・日立チェーンストール・三菱電機ストアー・シャープフレンドショップ・ソニーショップの各一部店舗）・リフォーム会社・理美容店・菓子店・八百屋・酒店・青果店・自転車&バイク販売店・生花販売店・お米&灯油販売店・ガス機器&石油燃焼機器販売店など多岐にわたっている。
- 「MORIO-J」加盟店は（盛岡都市圏の店舗を中心に）徐々に増えており、MORIO-Jカードは今後「運用が岩手県内全域に拡大される予定」となっている他、将来は「（岩手県交通・岩手県北バス両社が導入している）現行の（従来型）磁気バスカードを廃止し、『岩手県内公共交通機関運賃&公共有料駐車場駐車料金』・『盛岡市役所はじめ岩手県内各市町村役場における各種証明書・住民票・戸籍謄本&抄本・マイナンバーカード発行手数料』がそれぞれMORIO-Jカード1枚で支払える仕組み（公共交通及び官公庁用ICカード機能を兼務させる方式）」も構築することで「（ポイント・電子マネー両機能を搭載した）国内初の多機能型地域カード」へと発展させる予定。
- 日本郵便より委託を受けて官製はがき・切手を販売している加盟店の場合、ハガキ・切手代金はMORIO-Jポイント付与の対象外となる。
- 最新の「MORIO-Jカード」加盟店一覧は「MORIO-Jポータルサイト」に表示されている他、加盟各店の店頭でも「MORIO-Jカード最新加盟店一覧チラシ」を配布している（同様のチラシはMORIO-JポータルサイトでもPDF形式にて公開しておりダウンロード入手可能。チラシは「MORIO-Jカード新規加盟店が追加される」度に改訂版を発行）。さらに「MORIO-Jステーション」画面でも「MORIO-Jカードが使える店の検索」が可能。
- 2017年3月には「MORIO-Jカードの概要と最新のMORIO-J加盟店を完全網羅」したフリーペーパー「MORIORO（モリオーロ）」が創刊され、加盟各店の店頭で配付（来店客は誰でも無料で持ち帰り可能。在庫が無くなり次第当該号の配付は終了）。MORIO-Jカードのマスコットキャラクター「くらんちゃん」も同時制定され、これら名称（「MORIORO」と「くらんちゃん」）は一般公募により抽選で決定。「MORIORO」の発行は年に数回不定期で行われており、プレゼント企画や加盟店の横顔紹介もある（MORIO-J加盟店が新規追加された場合は改訂版を発行）。
- 2017年5月からは「MORIO-Jカードサービス内容充実のためのWebアンケート」も開始され、回答した人全員に「MORIO-Jポイント50点」が付与される（ポイント受け取りのため、あらかじめアンケート回答フォームへ「自分のMORIO-Jカード発行番号入力」が必要。ポイント受け取りは当該実施アンケート1章につき一人1回限り）。
- 盛岡Value Cityが実施している「MORIO-Jカード加盟店の新規開拓交渉」はスタッフ人数及び1日あたりの訪問可能店舗数に限りがあることから、地域ごとに数週間～数ヶ月の周期に分け、1～2か月に数店のペースで行われている（MORIO-Jカード新規加盟店が毎月必ず追加されるとは限らない。なお年末年始=12/29～1/3は休業）。また個人で経営している老舗商店の場合、「客足低迷による赤字」と「経営者の高齢化で後継ぎがいない」のを理由に（MORIO-J端末リース料などが自己負担出来ず）「MORIO-Jカード加盟を見送る」ケースも出ている。
- 年末年始（12/29～1/3）は多くのMORIO-J加盟店が休業もしくは営業時間を短縮（特に大晦日12/31は「18時閉店」とする店舗が多い）。元日は約9割のMORIO-J加盟店が休業し、新年の初売り開催日は店舗により大きく異なる（新年は「1月2日・3日・4日・5日」のいずれかより営業開始。東山堂各店の場合、元日は休業する店舗と短縮営業する店舗とに二分）。
- MORIO-Jポイントは買い物の時だけでなく、「盛岡都市圏で開催される主要イベント」でも（スタンプラリーや会場クイズ解答などに参加する形で）もらえる場合がある（先着最大300名に「MORIO-Jポイント引換券」を配付し、イベント実施本部でその引換券を提示すれば50ポイント付与。イベント以外でも平日9：00-17:00の間であれば盛岡市役所本館7階「経済課」窓口でも引換券を提示してMORIO-J50ポイントがもらえるが、引換券はMORIO-J加盟店では使えず、また有効期限あり。イベントでのポイント付与は一つの行事につき一人一日1回限りとなり、規定人数に達し次第終了）。また盛岡市は2016年度より「運転免許を自主返納し、その際に運転免許試験場や警察署の窓口にて交付された『運転経歴証明書』を盛岡市役所の本所又は最寄り支所窓口へ持参・提示した65歳以上の市民へMORIO-Jポイントを付与する」取り組みを始めており、高齢運転者が絡む交通事故の減少に向けた一助としている（対象者がMORIO-Jカードを既に持っている場合とそうでない場合とでポイント付与率が異なり、「既にMORIO-Jカードを持っている人へは500点、MORIO-Jカードを新規購入する人へは200点」をそれぞれ付与）。
- 参照サイト：「MORIO-Jポータル」・「WAON公式サイト内『WAONを選ぶ・MORIO-Jカード』」・「フェリカポイントマーケティング公式サイト内『導入事例・MORIO-Jカード』」・「ITで強い商店街を作る・その4『地域カードで商店街の垣根を越える』」・「日本商工会議所・地域最前線『MORIO-Jカード』」・「盛岡商工会議所公式サイト（MORIO-Jカード加盟店募集バナーあり）」・「ペイメントナビ:盛岡の共通ポイントカードとして『MORIO-Jカード』を発行」。

## 備考・その他
- 各店の書籍及びCD/DVD/BDソフト在庫は東山堂公式サイトにて検索が可能。
- イオンモール盛岡店では昭文社発行道路地図「県別マップル」シリーズを発行46都府県全て取り扱っている（他の東山堂店舗は地元岩手県版とその周辺地域版のみを取り扱い、他地域版は取り寄せ）。
- クロステラスセンターとランディア東山堂では「中古楽器の買取販売」も行っている（顧客自身での店舗持ち込みが困難な大型楽器は出張買取にも対応）。
- クロステラスセンター・ランディア津志田店・釜石センター・材木町支店を除く全店が「e-honクラブ」に加盟しており、事前に会員登録すれば店頭展示販売されていない書籍やCD/BD/DVDソフトを自宅から最も近い店舗で受け取り可能（入会金・年会費は無料。但しe-honポイントはMORIO-J・WAON両ポイントとは別系統のため互換性は無く、店頭受け取り時はMORIO-J・WAON・e-honどちらのポイントを使うか事前に選択）。さらに一部店舗は宅配での自宅受け取りにも対応している。

## 岩手県内音楽&英語教室
※ 大半の教室ではフランチャイズ契約しているヤマハ音楽&英語教室に加え、「東山堂オリジナル音楽レッスンコース」も開講している。なお各教室の授業料（月謝）及び教材（テキスト・楽器などの）代金支払いは「MORIO-Jポイント付与&利用の対象外」となる（現金支払いのみの扱い）。また各教室は「東山堂の店舗又は民間テナントビルにある部屋を間借りし、ヤマハ及び東山堂とフランチャイズ契約している各分野の専門講師が当該教室へ通う方式とする」場合と「各分野の専門講師が自らヤマハ及び東山堂とフランチャイズ契約し、当該講師の自宅を教室として用いる『教室兼住宅方式』とする」場合とに二分されている。

※毎年GW・お盆・年末年始は全教室休業となる。

- クロステラスセンター

〒020-0022 盛岡市大通三丁目4番1号 クロステラス盛岡2階
- 盛岡津志田センター（音楽教室のみ）

〒020-0838 盛岡市津志田中央三丁目18番22号 ランディア東山堂2階
- MERT（メルト）

〒020-0148 盛岡市前潟四丁目7番1号 イオンモール盛岡1階
- 盛岡中野センター（音楽教室のみ）

〒020-0816 盛岡市中野一丁目8番20号
- 盛岡月ヶ丘センター（音楽教室のみ）

〒020-0122 盛岡市みたけ三丁目9番20号
- 盛岡松園センター（音楽教室のみ）

〒020-0103 盛岡市西松園二丁目10番5号
- 盛岡都南教室（英語教室のみ）

〒020-0831 盛岡市三本柳7地割18番地2 東山堂都南店内
- 矢巾教室（音楽教室のみ）

〒028-3615 紫波郡矢巾町南矢幅8地割233番地
2023年4月に閉鎖
- 釜石センター

〒026-0041 釜石市上中島町四丁目2番13号 東山堂釜石事業センター2階
- 二戸教室

〒028-6103 二戸市石切所字荷渡22番地13 エクセルガーデン2階
- 浄法寺教室（東山堂オリジナル音楽レッスンコースのみ）

〒028-6844 二戸市浄法寺町岡本前田24番地2
2020年に閉鎖
- 一戸教室（音楽教室のみ）

〒028-5311 二戸郡一戸町高善寺字野田3番地21

## 他の主な書店チェーン
- さわや書店 - 東山堂同様、盛岡市に本社を置く老舗書店チェーン（但し「MORIO-Jカード」には全店非対応で、一部店舗のみ「honya Clubカード」対応）。
- エムズ書店&エムズレコード花巻店・エムズエクスポ盛岡みたけ店 - 花巻市に本社を置くマルカンが運営する書店及びCDショップ（こちらも「MORIO-Jカード」には非対応で、マルカングループが独自に発行している「エムズエクスポポイントカード」対応。エムズエクスポ盛岡みたけ店は北海道釧路市に本社を置く書店チェーン「コーチャンフォー」とフランチャイズ契約）。
- 伊吉書院 - 青森県八戸市に本社を置く老舗書店チェーン。盛岡市内に「サンサ店」を展開し「e-honクラブ」にも加盟している（但しサンサ店はMORIO-Jカード非対応）。